# Pandemonic Incantations
Pandemonic Incantations treći je studijski album poljskog ekstremnog metal sastava Behemoth. Album je bio sniman tijekom kolovoza i rujna 1997. u Selani Studiju te je miksan u listopadu iste godine. Album je 2. ožujka 1998. objavila diskografska kuća Solistitium Records, u doba kad je Behemoth još bio u svojoj fazi tranzicije iz black metala u blackened death metal glazbeni stil. Remasteriranu digipak inačicu albuma 1999. godine je objavio izdavač Metal Mind Records; u tu je inačicu albuma bilo uključeno 6 bonus sklabi od kojih je pet bilo koncertnih pjesama snimljenih tijekom europske turneje u Toulouseu, Francuskoj 27. veljače 1999. Preostala pjesma bila je studijska inačica skladbe "With Spell of Inferno (Mefisto)".

## Pozadina
Poznata je činjenica da na izvornoj inačici albuma nakon završetka osme pjesme slijedi 57 snimaka tišine. Outro je uvršten pod rednim brojem 66.

## Popis pjesama
Tekstovi i glazba: Nergal. 
| 1.    | »Diableria (The Great Introduction)«                          | 0:49 |
| 2.    | »The Thousand Plagues I Witness«                              | 5:15 |
| 3.    | »Satan's Sword (I Have Become)«                               | 4:17 |
| 4.    | »In Thy Pandemaeternum«                                       | 4:49 |
| 5.    | »Driven by the Five-Winged Star«                              | 5:03 |
| 6.    | »The Past Is Like a Funeral«                                  | 6:40 |
| 7.    | »The Entrance to the Spheres of Mars«                         | 4:44 |
| 8.    | »Chwała mordercom Wojciecha (997–1997 dziesięć wieków hańby)« | 4:48 |
| 9.    | »Outro«                                                       | 0:59 |
| 37:28 |                                                               |      |

| Remasterirana verzija albuma | Remasterirana verzija albuma                                  | Remasterirana verzija albuma | Remasterirana verzija albuma | Remasterirana verzija albuma | Remasterirana verzija albuma | Remasterirana verzija albuma | Remasterirana verzija albuma | Remasterirana verzija albuma | Remasterirana verzija albuma |
| Br.                          | Skladba                                                       | Tekstopisac                  | Trajanje                     |                              |                              |                              |                              |                              |                              |
| ---------------------------- | ------------------------------------------------------------- | ---------------------------- | ---------------------------- | ---------------------------- | ---------------------------- | ---------------------------- | ---------------------------- | ---------------------------- | ---------------------------- |
| 1.                           | »Diableria (The Great Introduction)«                          |                              | 0:49                         |                              |                              |                              |                              |                              |                              |
| 2.                           | »The Thousand Plagues I Witness«                              |                              | 5:15                         |                              |                              |                              |                              |                              |                              |
| 3.                           | »Satan's Sword (I Have Become)«                               |                              | 4:17                         |                              |                              |                              |                              |                              |                              |
| 4.                           | »In Thy Pandemaeternum«                                       |                              | 4:49                         |                              |                              |                              |                              |                              |                              |
| 5.                           | »Driven by the Five-Winged Star«                              |                              | 5:03                         |                              |                              |                              |                              |                              |                              |
| 6.                           | »The Past is Like a Funeral«                                  |                              | 6:40                         |                              |                              |                              |                              |                              |                              |
| 7.                           | »The Entrance to the Spheres of Mars«                         |                              | 4:44                         |                              |                              |                              |                              |                              |                              |
| 8.                           | »With Spell of Inferno«                                       |                              | 4:38                         |                              |                              |                              |                              |                              |                              |
| 9.                           | »Chwała Mordercom Wojciecha (997-1997 Dziesięć Wieków Hańby)« |                              | 4:48                         |                              |                              |                              |                              |                              |                              |
| 10.                          | »Diableria (The Great Introduction) (live)«                   |                              | 0:29                         |                              |                              |                              |                              |                              |                              |
| 11.                          | »The Thousand Plagues I Witness (live)«                       |                              | 5:23                         |                              |                              |                              |                              |                              |                              |
| 12.                          | »Satan's Sword (I Have Become) (live)«                        |                              | 4:35                         |                              |                              |                              |                              |                              |                              |
| 13.                          | »From the Pagan Vastlands (live)«                             | Tomasz Krajewski             | 3:40                         |                              |                              |                              |                              |                              |                              |
| 14.                          | »Driven by the Five-Winged Star (live)«                       |                              | 5:08                         |                              |                              |                              |                              |                              |                              |
| 60:25                        |                                                               |                              |                              |                              |                              |                              |                              |                              |                              |

## Zasluge
| Behemoth - Adam "Nergal" Darski – vokali, gitara, bas-gitara, produkcija, dizajn, naslovnica - Mefisto – bas-gitara (samo spomenut, bas-gitaru svirao je Nergal) - Zbigniew Robert "Inferno" Promiński – bubnjevi, udaraljke Dodatni glazbenici - Piotr Weltowski – klavijature, sintesajzer | Ostalo osoblje - Andrzej Bomba – inženjer zvuka - Tomasz "Graal" Daniłowicz – dizajn, naslovnica - Jacek Gawłowski – miksanje - Marqvis – logotip |